# Gerisim

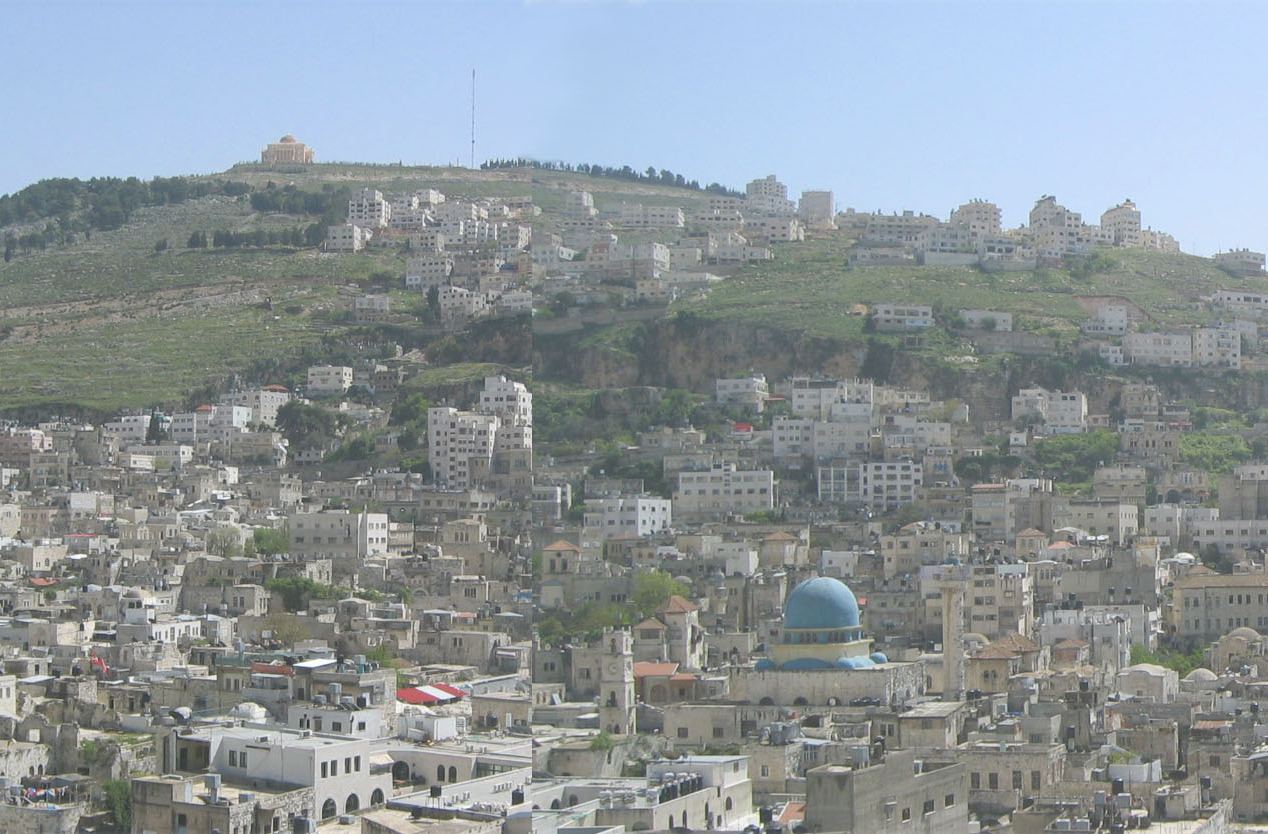
Nablus i förgrunden och berget Gerisim i bakgrunden.

Gerisim är ett berg som ligger i närheten av staden Nablus på Västbanken. Det når 881 meter över havets yta. Berget nämns i nya testamentet och är heligt för samaritanerna/samarierna.